# Myonycteris relicta
Myonycteris relicta là một loài động vật có vú trong họ Dơi quạ, bộ Dơi. Loài này được Bergmans mô tả năm 1980.

## Hình ảnh

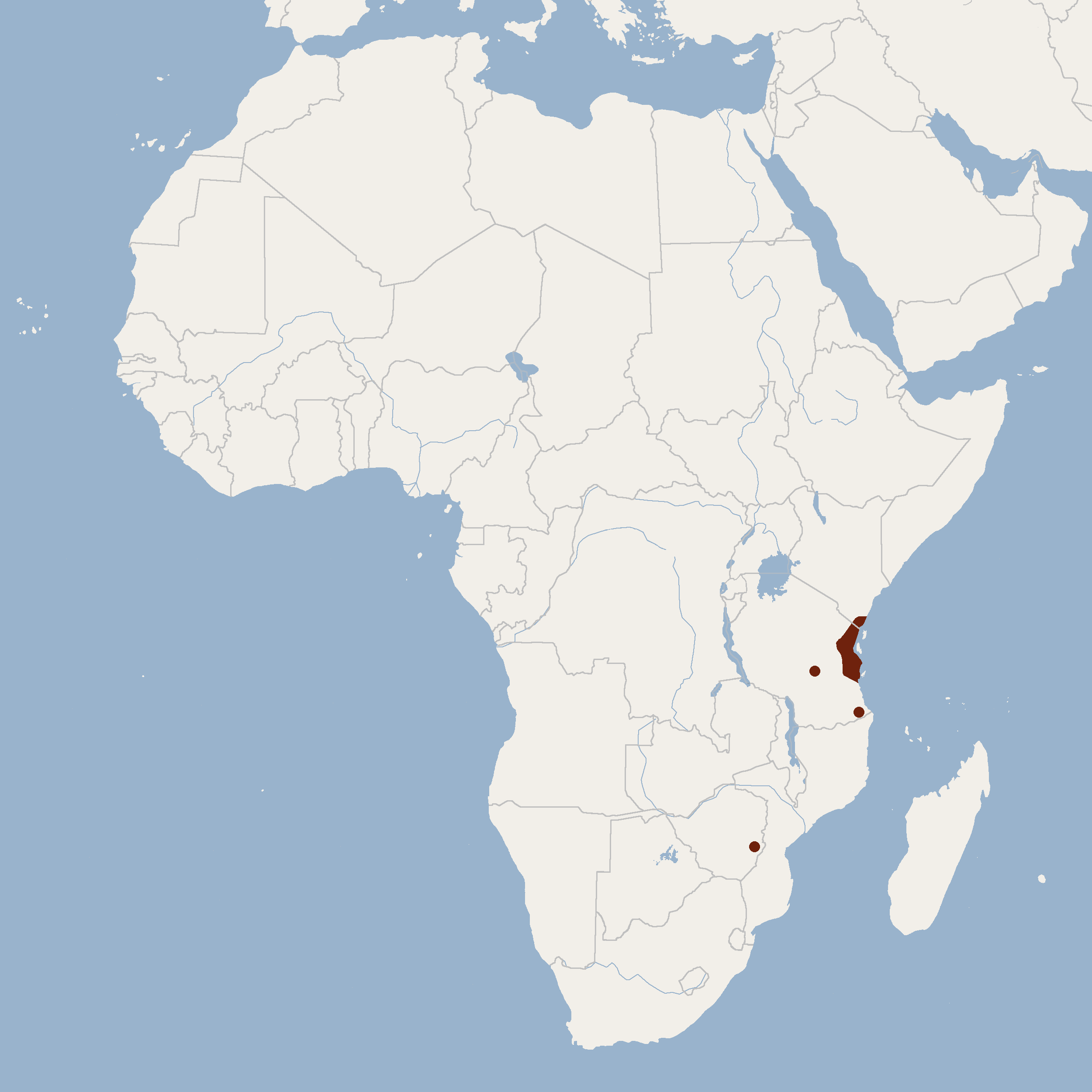